# 행복의 진수
《행복의 진수》는 2020년 5월 18일부터 2020년 5월 19일까지 JTBC에서 방송된 2부작 드라마로 2020년 JTBC 드라마 페스타 작품이다.

## 소개
'행복의 진수'는 반복되는 일상속에서 소소한 행복을 찾아가는 진수의 12가지 작은 행복들을 담은 드라마이다.

## 등장 인물

### 주요 인물
- 공명 : 남궁진수 역
- 박소진 : 정수 역

### 주민센터 식구
- 이윤희 : 남필주 (동장) 역
- 차청화 : 강현숙 (계장) 역
- 박종환 : 한형우 역
- 최시온 : 김유진 역
- 지건우 : 김영준 (공익요원) 역

### 진수 가족
- 오만석 : 진수 아버지 역
- 정영금 : 진수 어머니 역

### 진수 동창
- 김우혁 : 원중 역
- 윤세현 : 현우 역
- 이상운 : 진혁 역

### 진수 지인들
- 정성호 : 남대건 역
- 김사희 : 선영 역
- 박영복 : 쓰레기투기남 역
- 김선녀 : 민원인 역
- 김형모 : 한형우 어머니 역

### 그 외 인물들
- 박수빈 : 형우 여자친구 역
- 김빛나리 : 캠핑녀 소연 역
- 김예은 : 캠핑녀 누리 역
- 정현식 : 합격남 역

## 영화
2부작 극으로 기획된 ‘행복의 진수’를 영화화하였다. 진수의 행복 에피소드 12가지 중 8가지가 영화 버전으로 제작되어 부천국제판타스틱영화제, 오사카 韓영화제, 가오슝 영화제에서 상영되었다.

## 시놉시스
5번의 시도 끝에 9급 공무원이 된 진수. 박봉에 연애도 못 하는 특별할 것 없는 일상을 살지만 진수는 만족한다. 어떤 상황에서도 행복을 찾아내는 예리한 촉을 가지고 있기 때문이다. 독립적인 에피소드 속에 담아낸 취업, 사랑, 우정 등 청춘들의 일상에 관한 단짠단짠 보고서.

## 시청률
최저 시청률과 최고 시청률은 시청률 조사회사와 지역별로 시청률에 차이가 있을 수 있습니다.
| 방송 일자       | 단어                   | AGB 시청률     |
| 방송 일자       | 단어                   | 대한민국(전국) |
| --------------- | ---------------------- | -------------- |
| 2020년 5월 18일 | 영화, 목욕, 캠핑, 세탁 | 1.581%         |
| 2020년 5월 19일 | 오락, 맥주, 향기, 가을 | 0.914%         |

## 참고 사항
- 2018년 JTBC 드라마페스타 방송할 예정이었으나, 2년만에 드라마 버전으로 방송되었다.